# Łaby
Łaby (biał. Лабы; ros. Лабы) – wieś na Białorusi, w obwodzie mińskim, w rejonie wołożyńskim, w sielsowiecie Raków.

## Historia
W czasach zaborów wieś w gminie Raków, w powiecie mińskim, w guberni mińskiej Imperium Rosyjskiego. W 1866 własność Paszkiewiczów, wcześniej Świętorzeckich.
W latach 1921–1945 wieś a następnie osada leżała w Polsce, w województwie wileńskim, w powiecie stołpeckim, a od 1927 w powiecie mołodeckim, w gminie Raków.
Według Powszechnego Spisu Ludności z 1921 roku zamieszkiwały tu 63 osoby, wszystkie były wyznania prawosławnego i zadeklarowały polską przynależność narodową. Było tu 10 budynków mieszkalnych. W 1931 w 16 domach zamieszkiwało 97 osób.
Wierni należeli do parafii rzymskokatolickiej w Dubrowej i prawosławnej w Krzywiczach. Miejscowość podlegała pod Sąd Grodzki w Rakowie i Okręgowy w Wilnie; właściwy urząd pocztowy mieścił się w Rakowie.